# Макколи, Гарольд
Гарольд Уильям Макколи (англ. Harold W. McCauley; 11 июля 1913, Чикаго – 16 декабря 1977, Мелборн (Флорида), США) – американский художник-иллюстратор Pulp-журналов.

## Биография
С 1927 года обучался в Художественной школе Чикаго у Дж. Аллена Сент-Джона, который пробудил в нём интерес к научной фантастике и искусству фэнтези. Позже учился в Американской академии искусств в Чикаго.
С  1934 года страдал от хронического заболевания сердца.
В 1939–1942 годах работал в Чикагской художественной студии.
В 1942 году во время Второй мировой войны по состоянию здоровья не годился для службы в армии США. После 1946 года работал штатным художником в чикагском издательстве Ziff-Davis. Создавал обложки для журналов Amazing Stories, Fantastic Adventures, Imaginations, Imaginative Tales, Mammoth Detective и Mammoth Western. Его обложки с гламурными «МакДевушками» (MacGirl) пользовались популярностью у читателей, хотя акцент на привлекательных и временами довольно откровенно одетых женщинах вызывал и некоторые возражения.
В 1953 году женился на своей натурщице модели Грейс Лоррейн Линдеман. У супругов родись сын и две дочери.
В 1950-х годах создавал рекламу для Coca-Cola, Pepsi, Orange Kist и Schlitz Beer. 
В 1958 году рисовал иллюстрации для мужского журнала Rogue, календари.
В начале 1960-х годов работал в эротическом издательстве Nightstand Library в Эванстоне, штат Иллинойс.
В 1962 году переехал в Мельбурн, штат Флорида, чтобы работать штатным художником оборонного подрядчика. Давал частные уроки рисования.

## Галерея

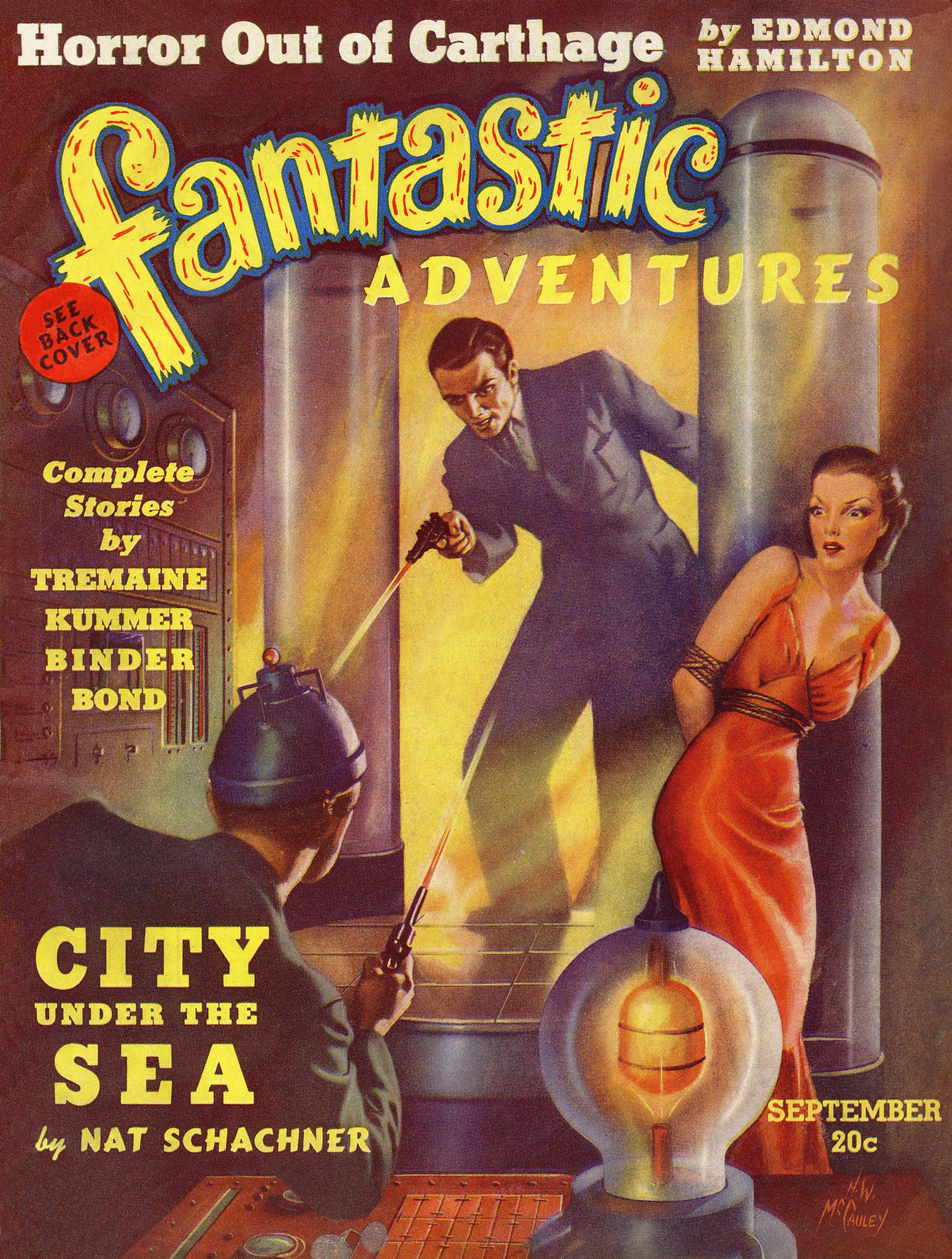
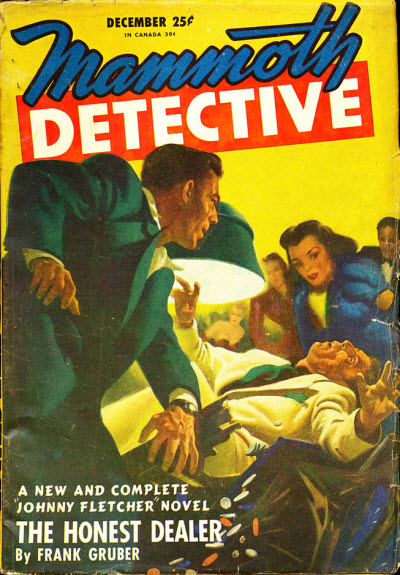
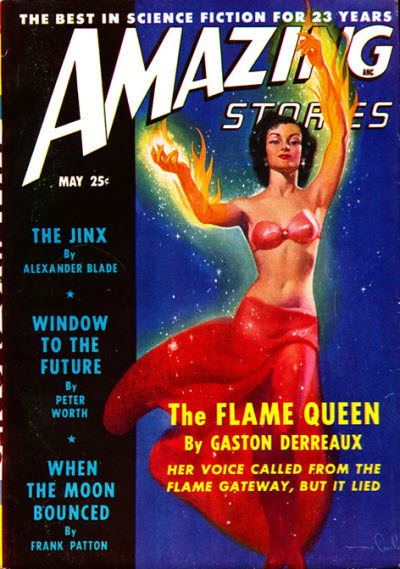
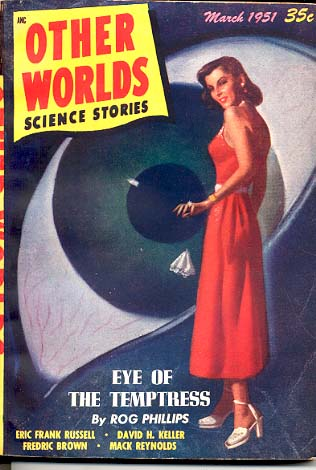
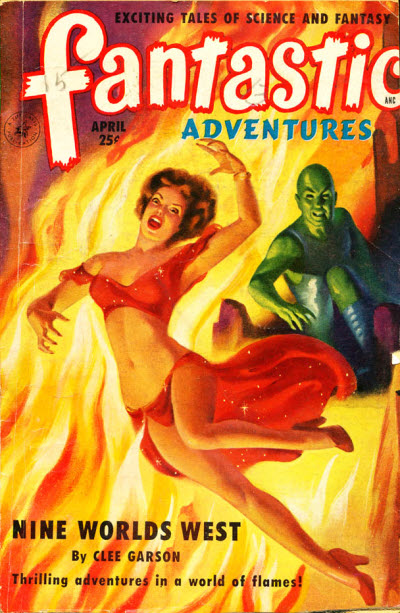
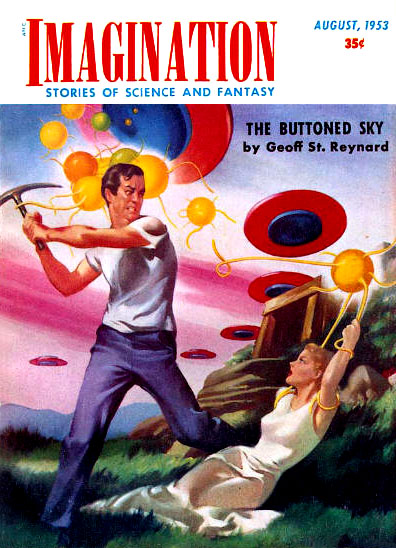
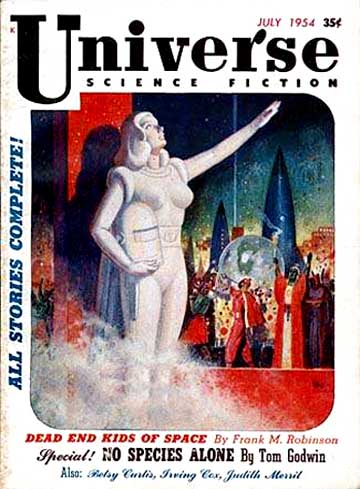
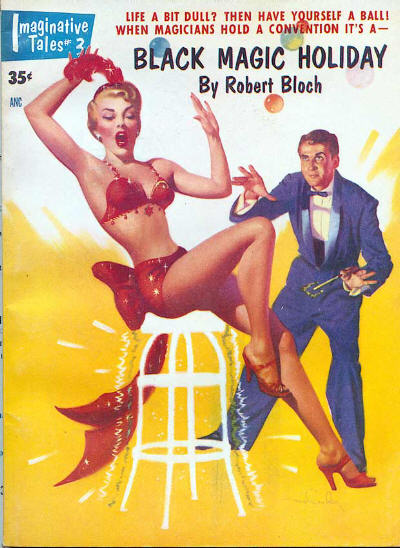
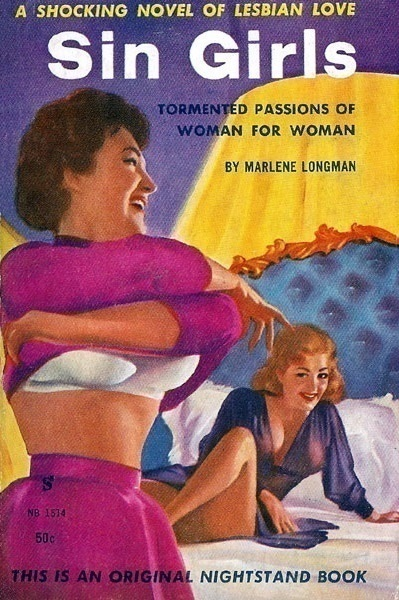